# ヘンリー・ピルスブリー

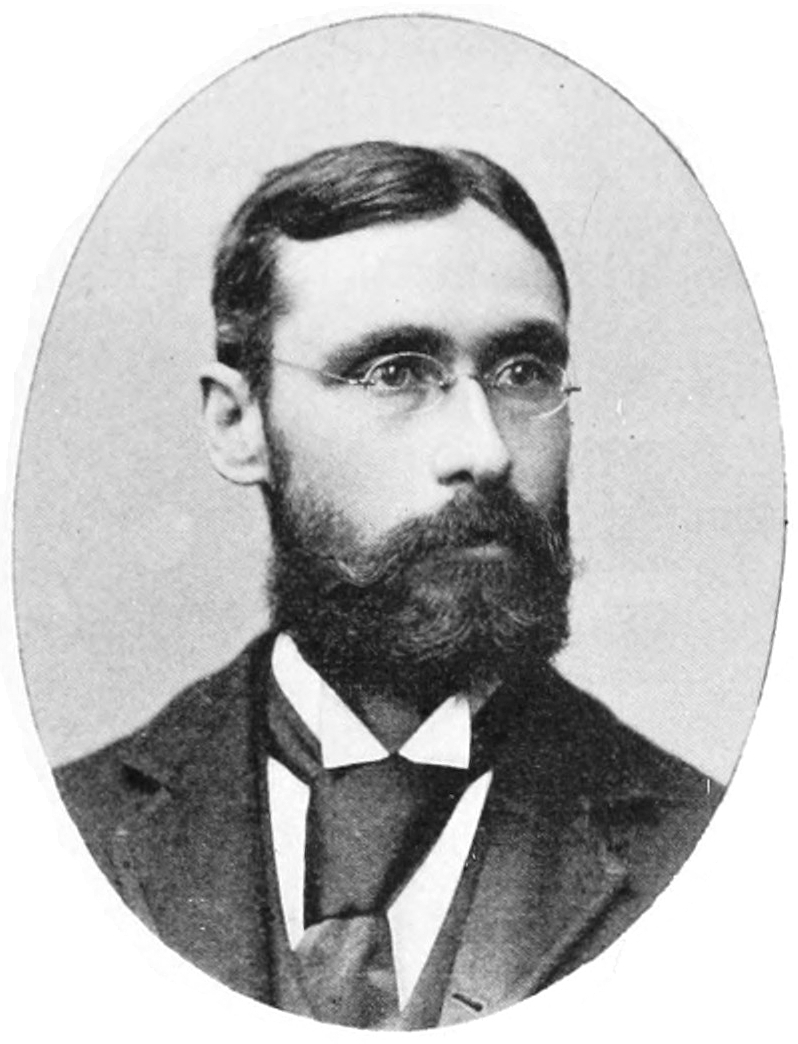
Henry Augustus Pilsbry (1914)

ヘンリー・オーガスタス・ピルスブリー（Henry Augustus Pilsbry、1862年12月7日 - 1957年10月26日）は、アメリカ合衆国の生物学者である。陸産貝類などの軟体動物の分類学的研究の分野での世界的な権威であった。

## 生涯
アイオワ州のアイオワシティに生まれた。アイオワ大学で学ぶが、数年は出版社や新聞社で働いた。余暇に軟体動物の研究をした。1887年にニューヨークに出て校正係の仕事についた時に、フィラデルフィア自然科学アカデミーの軟体動物の専門家、ジョージ・トライオン（George Washington Tryon）と出会い、数ヵ月後に、図版の技術や研究に対する熱意を認められ助手に雇われた。新しい仕事について3ヶ月もたたないうちに、トライオンが没して、25歳で"Conservator of the Conchology Section" や『軟体動物マニュアル』（"Manual of Conchology"）などのトライオンの仕事を引き継ぐことになった。多くの研究の成果を出すことによって能力を証明し、『軟体動物マニュアル』ではその後の5年間に数百ページの記事を書き、自らの図版を製作した。また貝類雑誌『 The Nautilus 』を創刊した。1899年にアイオワ大学から名誉博士号を受けた他、多くの大学からの名誉学位を受けた。
生涯を通じて論文の執筆を続け、その数は3000を超えた。5680種の生物に命名した。野外調査も何度も行いアメリカ全土の他、中南米、オーストラリア、太平洋の島々を調査した。日本産貝類についても平瀬與一郎と連携して研究した。